# Jean de Nottingham
Jean de Nottingham est un magicien anglais du XIVe siècle, qui aurait comploté la mort du roi Édouard II et de son favori Hugues le Despenser en 1324 par la sorcellerie.

## Contexte
En 1324, Édouard II règne sur l'Angleterre de manière profondément despotique, couvrant d'honneurs son favori Hugues le Despenser, attisant le mécontentement des barons. Malgré la défaite de l'opposition baronniale à Boroughbridge en 1322, les opposants au régime s'enfuient en France, d'où ils conspirent contre le roi et son favori. Une tentative d'assassinat sur Édouard et son favori a déjà eu lieu en 1324, bien que la conspiration ait échoué.

## La conspiration

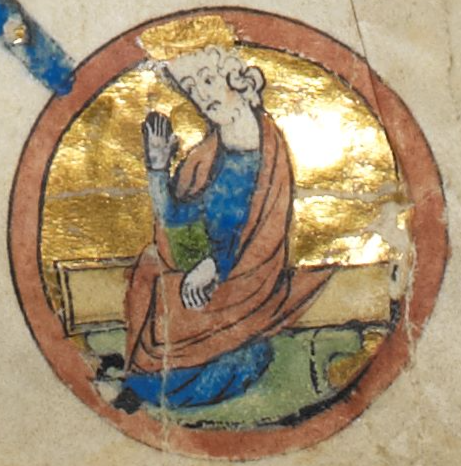
Jean de Nottingham aurait été engagé pour assassiner l'impopulaire Édouard II, représenté ici dans un manuscrit contemporain, ainsi que ses quelques soutiens, par le biais de la nécromancie.

Selon l'affaire portée par l'accusation, 28 citoyens de Coventry se sont mécontentés du prieur de la ville, qui lève de lourdes taxes pour le compte de Despenser. En 1324, ils approchent Jean de Nottingham, un célèbre magicien basé à Coventry, pour demander son aide pour tuer le roi, Hugues le Despenser, son père, et le prieur, en utilisant la magie. Jean se met à le faire en pratiquant des cérémonies nécromantiques, utilisant pour ce faire des statuettes en cire à l'effigie de ses cibles. Utilisant sept livres de cire et deux mètres de tissu, John aurait fait les effigies des quatre cibles principales, ainsi que celles du traiteur impopulaire du prieur, de son intendant et de Richard de Lowe, un homme local sur qui la magie devait être d'abord testée. Jean aurait travaillé avec son assistant Robert Marshall dans une maison abandonné à l'extérieur de Coventry sur les effigies. Il teste finalement son travail en plantant une broche de plomb dans la tête et le cœur de l'effigie de de Lowe. De Lowe est mort peu après.
Malheureusement pour Jean, son assistant Marshall le dénonce aux autorités, peut-être en raison de griefs personnels envers son maître, avant que les autres cibles ne soient assassinées. L'affaire contre Jean et les citoyens de Coventry est présentée à la Cour du banc du Roi. Le groupe est accusé du meurtre de de Lowe mais est déclaré innocent par le jury. L'affaire ne fait pas suite.

## Conséquences
Après la découverte du complot contre sa personne, Hugues le Despenser devient inquiet pour sa propre sécurité. Il écrit au pape Jean XXII, lui demandant son assistance pour le protéger contre les attaques de sorcellerie. Le pape, qui n'apprécie guère l'influence qu'a Despenser sur le roi d'Angleterre, lui répond ainsi : 

« Vous devriez vous tourner vers Dieu de tout votre cœur et faire une bonne confession et une telle satisfaction qui seront recommandées. Aucun autre recours n'est nécessaire au-delà de cette indulgence générale que le pape vous accorde. »

Cette affaire de sorcellerie s'inscrit dans l'atmosphère empoisonnée et fébrile qui marque la fin du règne d'Édouard II. Elle conduit dès 1326 à la chute du roi et des Despenser.